# Mortierorgel De Blauwe Mortier

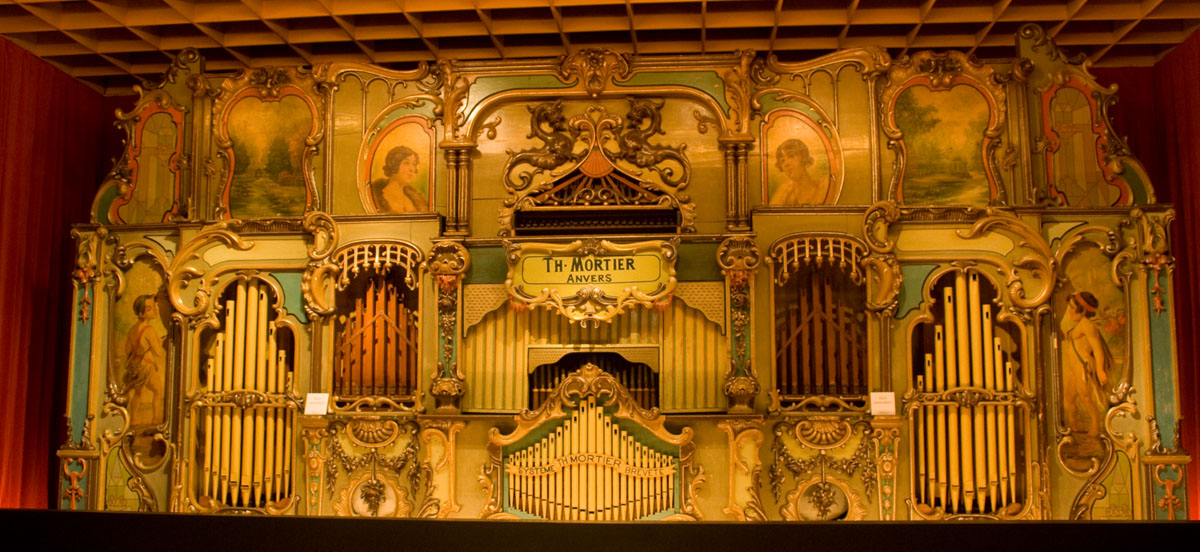
De Blauwe Mortier in het Openluchtmuseum te Arnhem

Mortierorgel De Blauwe Mortier is een dansorgel dat in 1913 werd gebouwd in de orgelfabriek van firma Mortier in Antwerpen, met fabrieksnummer: 780.

## Geschiedenis
Het orgel werd in 1913 gebouwd voor Danszaal Wieckhorst in Terneuzen. 
Daar liep het in 1953 grote schade op na de bekende watersnoodramp. Het orgel kreeg toen een kleine opknapbeurt en kwam in het Museum Speelklok te Utrecht terecht. Daarna wisselde het orgel nog een aantal keren van eigenaar totdat het in 1978 in handen kwam van Vrienden van het Openluchtmuseum. Het orgel was versleten en werd daarom ingrijpend gerestaureerd door Henk Veeningen. Daarbij werd de oorspronkelijke dispositie volledig hersteld. 
Tegenwoordig is het orgel nog regelmatig te bewonderen en te beluisteren in het souterrain van het entreepaviljoen van het Nederlands Openluchtmuseum in Arnhem. Vanwege het lage plafond van de ruimte kan de kap van het orgel niet uitgeklapt worden. Deze is daarom verwijderd en bevindt zich in depot.
De oude danszaal uit Terneuzen is in het museum in het klein nagebouwd, het orgel zorgt er voor de vrolijke deuntjes.

## Dispositie
De gamma bevat 81 toetsen, waarvan 8 bassen, 10 accompagnementen, 23 tonen op 'zang' en 18 tonen op 'tegenzang'.
De 'zang' is samengesteld uit zeven registers, te weten: Viool-piano, Viool-for, Undamaris, Flûte-harmonique, Carillon, Baxofoon en Xylofoon.
Op 'tegenzang' klinken zes registers, namelijk: Vox-humana, Flûte-8, Celest, Bariton, Cello en Cello-grave.